# Бетла (национальный парк)
Бетла (англ. Betla National Park) — национальный парк в Индии. Расположен на плато Чхота-Нагпур в округе Паламу штата Джаркханд, в 140 км к западу от столицы штата — города Ранчи. Самый близколежащий населённый пункт (Далтонгандж) расположен в 25 км. Площадь составляет 232 км². Создан в 1989 году из части территории тигрового заповедника Паламау, который был образован в 1974 году и был одним из первых девяти тигровых заповедников в Индии. Это одно из лучших мест в Индии, в котором можно встретить диких слонов. По последним данным, в национальном парке обитают 37 тигров, 62 леопарда, 210 слонов и 249 буйволов. На территории национального парка расположено около 200 туземных деревень, в которых проживают восемь различных племён.